# Gene Sharp
Gene Sharp (ur. 21 stycznia 1928 w North Baltimore, zm. 28 stycznia 2018 w Bostonie) – amerykański politolog, pisarz i teoretyk rewolucji bez przemocy (ang. nonviolent revolution). Założyciel Instytutu Alberta Einsteina, organizacji non-profit zajmującej się badaniem działalności politycznej bez użycia przemocy. Emerytowany profesor nauk politycznych na Uniwersytecie Massachusetts Dartmouth. W 2009, 2012, 2013 i 2015 był nominowany do Pokojowej nagrody Nobla.
Znany z prac dotyczących walki bez przemocy (m.in. From Dictatorship to Democracy, The Politics of Nonviolent Action, Gandhi as a Political Strategist), które wpłynęły na liczne antyrządowe ruchu oporu na całym świecie. W 2011 otrzymał El-Hibri Peace Education Prize. W 2012 został wyróżniony nagrodami Right Livelihood Award oraz Distinguished Lifetime Democracy Award.